# Banu Hamdan
I Banū Hamdān (in arabo ﺑﻨﻮ هَمْدان‎?) furono una nota tribù sudarabica presente fin dal I millennio a.C. in Yemen, come attestato da iscrizioni sabee, in cui si parla di qayl di, che avrebbero in seguito preso il controllo su una parte di e che dettero il loro nome alla confederazione tribale che includeva gli Ḥāshid e i Bakīl.
Nella jāhiliyya adoravano, come autorevolmente sottolineato da T. Fahd, l'idolo Yaʿūq (e non Yaghūth, come affermato da qualche altro studioso), anche se lo stesso Fahd ricordava come i due nomi stessero probabilmente a indicare due aspetti di una medesima divinità: Yāqūt infatti scriveva che Yaghūth presiedeva alla caduta della pioggia, mentre Yaʿūq la impediva.
Inviarono a Medina una loro delegazione (wafd) nel 631, condotta dal loro noto esponente, il poeta 
Mālik b. Namaṭ e da Abū Thawr Dhū l-Mishʿār, che rappresentava probabilmente solo una parte della tribù, visto che la maggior parte di essa accettò di sottomettersi all'Islam e a convertirsi solo in occasione della spedizione effettuata nei loro territori da 'Ali ibn Abi Talib, alla cui causa gli Hamdān rimasero poi sempre fortemente legati.
Alla tribù appartenne il geografo al-Hamdānī (m. 945), che ha fornito le più importanti e affidabili informazioni sullo Yemen tra l'età preislamica e quella islamica.

## Branche degli Hamdān

### Ḥāshid e Bakīl
Ancora oggi sopravvivono in Yemen, nella medesima struttura tribale, Ḥāshid e Bakīl degli Hamdān, insediati nell'altopiano a nord di Ṣanʿāʾ, tra Maʾrib e Ḥajja.

### Banū Yām
I B. Yām sono insediati a nord dei Bakīl, a Najrān (oggi in Arabia Saudita). A loro volta sono divisi nei sottogruppi degli al-Murra e degli ʿUjmān dell'est saudita e della costa del Golfo Persico.

### Banū Kathīr
I B. Kathīr (o Kathīrī) dell'Hadramawt, a est dello Yemen, sono insediati lì dove hanno dato vita a un loro Sultanato.

### Banū al-Mashrūkī
I B. al-Mashrūkī sono insediati in Libano e hanno espresso numerose importanti famiglie maronite: Awwād, Massa'ad, al-Sema'ani, Ḥaṣrūn.
I B. al-Ḥārith sopravvivono nel Jabal ʿĀmil (Siria) e sono in gran parte sciiti. Un piccolo gruppo ha raggiunto i Drusi yemeniti ma furono infine espulsi dai Drusi nel Gebel Druso in Siria.